# Mélange numérique
En photographie numérique la technique du mélange numérique permet de corriger un défaut des appareils compacts (voir Course aux mégapixels). Aujourd'hui, les capteurs de ceux-ci tendent à atteindre des résolutions du même ordre que celles qui sont observées sur les appareils réflex, ce qui  permet d'obtenir des photographies de grandes dimensions. Cet avantage, apparemment peu utilisé par la majorité des propriétaires de compacts, se paie par une diminution de la dynamique (rapport de la valeur la plus claire à la valeur la plus sombre) de l'image. En effet, la surface d'un capteur de compact est beaucoup plus petite que celle d'un capteur de reflex et chaque pixel emmagasine donc moins de lumière avant d'être saturé. Si cette dynamique est inférieure à la dynamique de la scène photographiée cela se traduit par des zones surexposées et sous-exposées.

## Principe
Il s'agit d'une méthode «artisanale» d'imagerie à grande gamme dynamique utilisable avec les appareils les plus simples. Lorsque la photographie présente des zones uniformément claires et des zones uniformément sombres, il suffit d'utiliser deux nouvelles prises de vue, l'une avec une correction d'exposition positive (augmentation du temps de pose) suffisante pour supprimer toute sous-exposition, l'autre avec une correction négative qui supprime toute surexposition.
En utilisant un logiciel qui gère les calques, tel que Gimp ou Photoshop, le mélange de ces deux images permet d'éliminer les valeurs les plus claires et les valeurs les plus sombres.

## Mécanisme

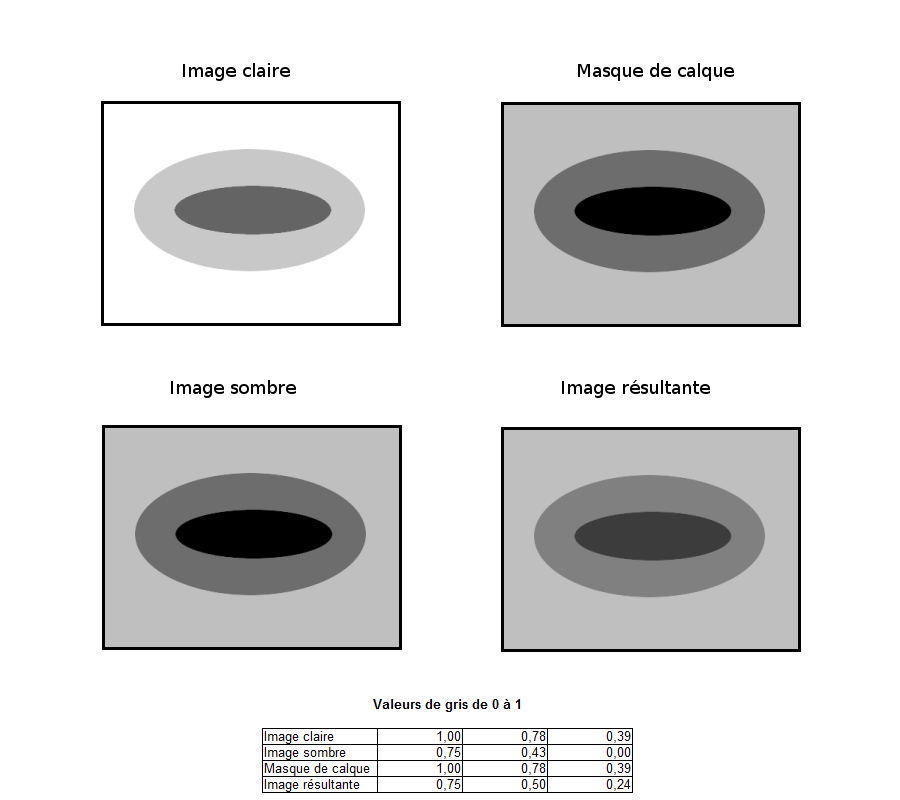
Mécanisme du mélange numérique

Pour une description portant sur des photographies réalistes voir.
Il est commode de raisonner sur un exemple artificiel dans lequel la «photographie surexposée» contient une zone blanche, une zone gris clair et une zone gris foncé remplacées par une zone gris clair, une zone gris foncé et une zone noire dans la «photographie sous-exposée».
L'image claire est alors dupliquée, l'image sombre est copiée-collée dans le duplicata comme nouveau calque auquel est ajouté un masque de calque.
Lors de sa création le masque est uniformément blanc, ce qui signifie qu'il conserve intégralement l'opacité du calque supérieur. Un coup de pinceau gris crée localement une transparence partielle d'autant plus forte que le gris est plus foncé. Plus précisément, la valeur notée {\displaystyle \alpha } de l'opacité du calque supérieur transforme la valeur C d'un pixel de l'image claire, la valeur S du pixel correspondant de l'image sombre et la valeur M du pixel correspondant du masque selon la formule (voir par exemple Alpha blending) :
.
Avant d'aplatir l'image, il suffit de coller dans le masque le contenu du calque inférieur. La zone blanche du masque conserve la zone gris clair du calque supérieur tandis que la zone noire du calque supérieur est rendue partiellement transparente par la zone gris foncé du masque.